# Mellina (pera)
Mellina es el nombre de una variedad cultivar de pera europea Pyrus communis. Criado en Florencia, Italia en « L'Istituto di coltivazioni arboree dell'Università di Firenze ». Es el resultado del cruce como Parental-Madre de 'Beurré Clairgeau' x Parental-Padre 'Williams' Bon Chretien'. Las frutas tienen una pulpa muy jugosa, aceitosa, cremosa, dulce con un ligero acidez y con un agradable aroma. La resistencia al invierno y a las enfermedades en esta variedad es alta.

## Historia
La pera 'Mellina' fue criada en Florencia, Italia en « L'Istituto di coltivazioni arboree dell'Università di Firenze » (Instituto de cultivo de árboles de la universidad de Florencia). Es el resultado del cruce como Parental-Madre de 'Beurré Clairgeau' x polen del Parental-Padre 'Williams' Bon Chretien'. Fue introducido en el Reino Unido en el "National Fruit Trials" (Probatorio Nacional de Fruta) en 1974.
La pera 'Mellina' está cultivada en diversos bancos de germoplasma de cultivos vivos tales como en National Fruit Collection aquí desde el año 1974 con el número de accesión: 1974-375 y nombre de accesión: Mellina.

## Características
'Mellina' es un árbol de extensión erguido, y se forman espolones fácilmente. Los rasgos característicos de las variedades "espúricas" (con formación de espolones) son: alta capacidad de despertar de los brotes, baja capacidad de formación de brotes, ángulos agudos de las ramas esqueléticas. Forman una gran cantidad de ramas pequeñas y muy pocas ramas largas. Estas variedades tienen una disposición densa de hojas, siempre que el tamaño de la copa de los árboles sea menor que el de las variedades convencionales. Esta estructura del árbol contribuye a su buena iluminación. Las variedades de espuelas comienzan a dar frutos temprano, producen abundantes cosechas y dan frutos con regularidad. Los botones florales pueden aguantar las heladas tardías. Tiene un tiempo de floración que comienza a partir del 24 de abril con el 10% de floración, para el 29 de abril tiene una floración completa (80%), y para el 5 de mayo tiene un 90% caída de pétalos.
'Mellina' tiene una talla de fruto de medio a bastante grande; forma piriforme, ovoide, unidimensionales, ligeramente abultados, con un peso promedio de 220-230,00 g; con nervaduras débiles; piel gruesa; epidermis con color de fondo verdoso, y cuando están maduros adquieren un color amarillo bronce, las lenticelas con cientos de puntos pequeños de color amarillo verdoso, zonas ligeras de ruginoso-"russeting", "russeting" (pardeamiento áspero superficial que presentan algunas variedades) bajo (15-25%); cáliz medio y abierto, ubicado en una cuenca de profundidad media; pedúnculo de una longitud medio, con un ángulo inclinado, con una curva, y un grosor medio.
El sabor de las peras 'Mellina' es pulpa blanca, muy jugosa, aceitosa, cremosa, dulce con una ligera acidez y con un agradable aroma. Uno de los beneficios de esta variedad de pera es que también se cocinan muy bien.<
Los frutos maduran a principios de octubre y se almacenan refrigeradas hasta enero. La pera se recolecta mejor cuando aún debe estar verde y relativamente dura. Las condiciones óptimas para la maduración en condiciones naturales se encuentran en almacenamiento seco, ventilado, y sombreado, y la maduración generalmente toma de 7 a 10 días desde que se recogió la pera. A medida que la pera madura, el color cambiará lentamente a un amarillo suave y la pera se suavizará. Las peras producidas comercialmente normalmente se recolectan y envían a las tiendas mientras están verdes.
La resistencia al invierno y a las enfermedades en esta variedad es alta. 
Principales ventajas: madurez temprana, baja estatura, alto rendimiento y comerciabilidad, excelente sabor a fruta. 
Desventajas: poca tolerancia a la sequía.

## Polinización
Excelente polinizador para otras variedades ya que es parcialmente autofértil.
'Mellina' está incluido en el grupo de polinización 5, pero para obtener la mejor cosecha de este peral, necesita una de las siguientes variedades cercanas:
- Beurré Bosc (grupo de polinización 5)
- Seckel (grupo de polinización 4)[9]